# Glenville (Karolina Północna)
Glenville – jednostka osadnicza w Stanach Zjednoczonych, w stanie Karolina Północna, w hrabstwie Jackson.